# Kristján Örn Sigurðsson
Kristján Örn Sigurðsson (ur. 7 października 1980 w Akureyri) – piłkarz islandzki grający na pozycji środkowego lub prawego obrońcy.

## Kariera klubowa
Karierę piłkarską Sigurðsson rozpoczął w rodzinnym Akureyri w małym klubie Þór Akureyri. W 1996 roku został piłkarzem ÍF Völsungur z Húsaviku i przez rok występował w trzeciej lidze. W 1997 roku odszedł do Akureyrar i wtedy też zadebiutował w pierwszej lidze islandzkiej. W Akureyri spędził rok. W 1998 roku jeszcze jako nastolatek trafił do angielskiego Stoke City, ale na boiskach Division Two rozegrał tylko 5 spotkań, w których zdobył jednego gola, a większość czasu spędził w rezerwach.
W 2001 roku Sigurðsson wrócił do ojczyzny i ponownie występował w KA Akureyri. Po dwóch latach odszedł do zespołu KR Reykjavik i w 2003 roku wywalczył swój pierwszy większy sukces w karierze – mistrzostwo Islandii. W 2005 roku ponownie wyjechał z kraju i trafił do Norwegii. Został zawodnikiem SK Brann. Początkowo grał na prawej stronie obrony, ale po odejściu w 2005 roku Ragnvalda Somy i Paula Scharnera został przesunięty na środek defensywy. W Brann od początku pobytu stał się podstawowym zawodnikiem, a w 2007 roku pomógł mu w wywalczeniu mistrzostwa Norwegii. Zimą 2010 roku zdecydował się na przenosiny do „beniaminka” Tippeligaen.
| Sezon   | Klub         | Kraj     | Rozgrywki       | Mecze | Bramki |
| ------- | ------------ | -------- | --------------- | ----- | ------ |
| 1996    | ÍF Völsungur | Islandia | III liga        | 15    | 0      |
| 1997    | Akureyrar    | Islandia | Landsbankadeild | 15    | 0      |
| 1997/98 | Stoke City   | Anglia   | Division One    | 0     | 0      |
| 1998/99 | Stoke City   | Anglia   | Division Two    | 0     | 0      |
| 1999/00 | Stoke City   | Anglia   | Division Two    | 5     | 1      |
| 2000/01 | Stoke City   | Anglia   | Division Two    | 0     | 0      |
| 2001    | Akureyrar    | Islandia | Landsbankadeild | 17    | 2      |
| 2002    | Akureyrar    | Islandia | Landsbankadeild | 17    | 1      |
| 2003    | KR Reykjavik | Islandia | Landsbankadeild | 16    | 0      |
| 2004    | KR Reykjavik | Islandia | Landsbankadeild | 22    | 0      |
| 2005    | SK Brann     | Norwegia | Tippeligaen     | 24    | 0      |
| 2006    | SK Brann     | Norwegia | Tippeligaen     | 24    | 3      |
| 2007    | SK Brann     | Norwegia | Tippeligaen     | 25    | 4      |
| 2008    | SK Brann     | Norwegia | Tippeligaen     | 19    | 1      |
| 2009    | SK Brann     | Norwegia | Tippeligaen     | 28    | 2      |

## Kariera reprezentacyjna
W reprezentacji Islandii Sigurðsson zadebiutował 19 listopada 2003 roku w zremisowanym 0:0 towarzyskim spotkaniu z Meksykiem. Od czasu debiutu stał się podstawowym zawodnikiem kadry narodowej, wraz z którą występował już w eliminacjach do Euro 2004, Mistrzostw Świata 2006, Euro 2008
i Mistrzostw Świata 2010.